# 진도 정유재란 순절묘역
진도 정유재란 순절묘역(珍島 丁酉再亂 殉節墓域)은 대한민국 전라남도 진도군 고군면 도평리에 있는 조선시대의 무덤이다. 2001년 9월 27일 전라남도의 문화재자료 제216호로 지정되었다.

## 개요
이 묘역은 정유재란 때 나라를 위해 목숨을 바친 진도군내 사족인 조응량(曺應亮·선무원종공신)을 비롯한 전사자들의 무덤들로 모두 232기이다.
진도는 임진왜란 때 이미 적의 침입을 받아 많은 희생자를 내었지만 정유재란 때는 진도에서 가까운 울두목(명량)을 중심으로 가장 큰 수군전이 전개되어 가장 많은 희생자가 생겼다. 1597년 9월 15일 진도 벽파진에 도착한 이순신 장군은 16일 명량대첩에서 대승을 거두었으나 곧바로 신안 당사도로 후퇴해 버려 우수영과 진도는 왜군의 침략을 받았다. 당시 진도관군은 군수인 송덕일(宋德馹)이 이끌었다. 명량대첩때 전사한 진도사람 중 관군으로 이름이 나오는 인물은 조응량 등 8명이다.
고군면 도평리 묘역일원에는 정유재란때 전사한 진도군내 사족인 조응량, 그의 아들 명신(命新·선무원종공신), 박헌(朴軒·병조참판증직), 김성진(金聲振·선무원종공신, 남원전투순직), 김홍립(金弘立) 등이 묻혀있다. 이 묘지 지대는 벽파진이나 명량진에서 15리 거리이며, 처음 진도군이 생길 때인 1440년대는 창녕조씨와 김해김씨들에게 나누어준 땅이었다고 한다. 정유재란 후에는 조씨와 김씨의 두 문중의 땅으로 분리되었는데, 이후 일부 무연고자들이 묻힌 일도 있으나 200여기 정도는 정유재란 때 순절한 사람들의 무덤으로 전해온다.
명량대첩 때 사족들의 순절이 문중족보나 「호남절의록」 등에 기록되어 있다. 이에 반해서 이름 없이 종군했던 현지 향민들의 공헌은 거의 소홀히 되어 오고 있다. 이 묘역에 묻힌 많은 봉분 가운데 창녕조씨나 김해김씨 등 진도내 토반씨족 인물들 16기 이외에는 주인없는 무덤들이다. 이 묘역은 이름이 밝혀진 무덤의 주인공들이나 모든 묘들이 북향을 하고 싸움터인 울두목을 향하고 있다는 점등으로 보아 임진왜란·정유재란의 희생자 묘역임이 분명하여 가치가 있다.

## 참고 문헌
- 진도정유재란순절묘역 - 국가유산청 국가유산포털